# Gamescom
La Gamescom è una fiera di videogiochi che si svolge ogni anno nella città tedesca di Colonia. È organizzata dalla "Bundesverband Interaktive Unterhaltungssoftware" (in italiano "Associazione federale dei produttori di software di intrattenimento interattivo"). La convention è usata dai principali sviluppatori di videogiochi per mostrare i propri titoli in uscita nel breve periodo ed eventualmente anche gli hardware ad essi collegati.
La Gamescom è il più grande evento europeo dedicato ai videogiochi (per numero di visitatori e spazio per gli esibitori). Durante la quinta edizione erano presenti 340 000 visitatori, più di 6 000 giornalisti specializzati e 635 espositori provenienti da 88 Paesi diversi, ognuno con un proprio stand.
Sempre organizzata ad agosto, la fiera ha sostituito la Games Convention di Lipsia dal 2009.

## Gamescom 2009

### Principali espositori

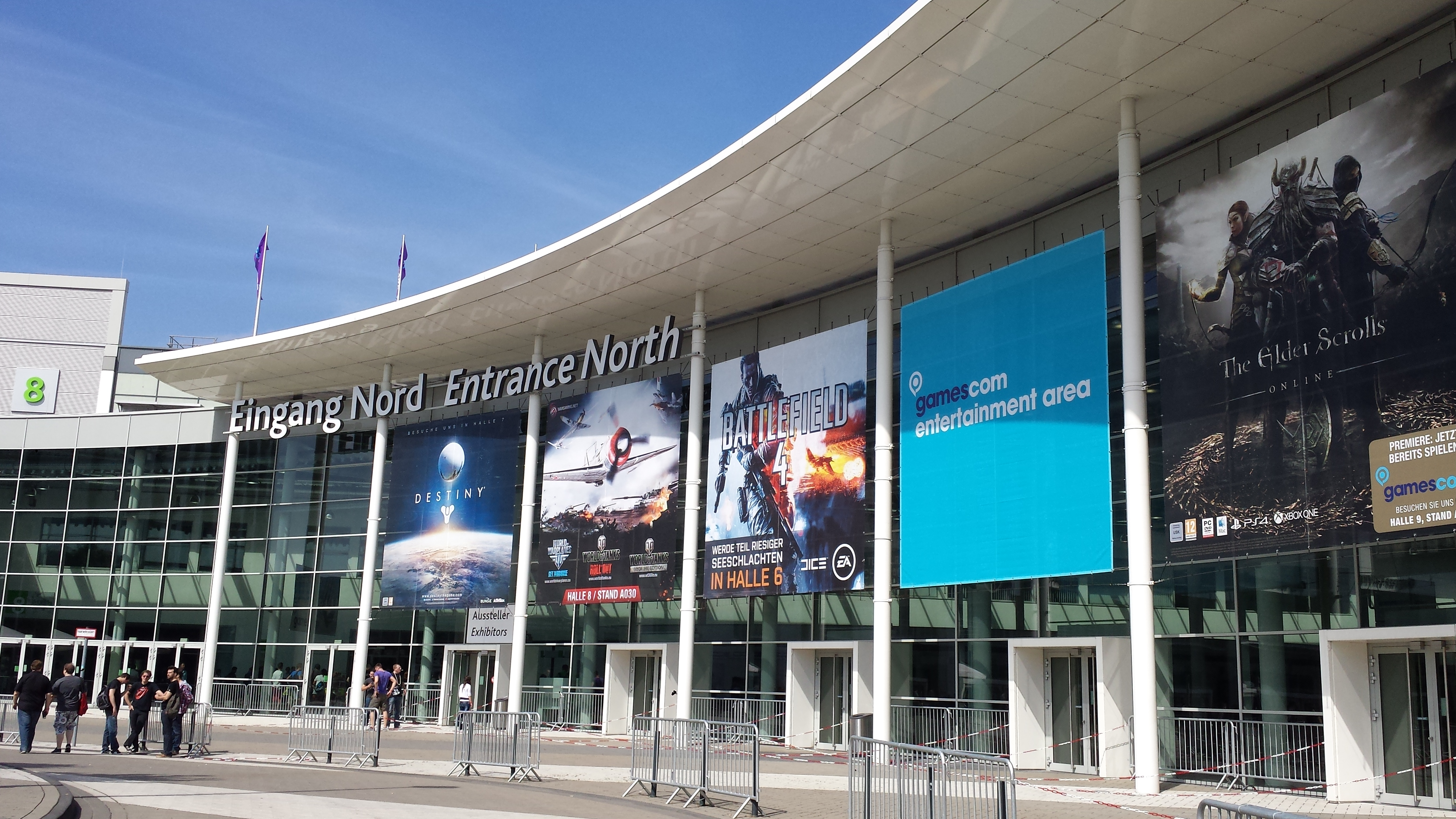
Entrata nord del Koelnmesse

| Activision Blizzard - Diablo III (PC) - DJ Hero (360, PS2, PS3, Wii) - Guitar Hero 5 (360, PS2, PS3, Wii) - Call of Duty: Modern Warfare 2 (360, PC, PS3) - Starcraft II (PC) - Tony Hawk: Ride (360, PS3, Wii) Atari - Star Trek Online (PC) Bungie Studios - Halo 3: ODST (360) Capcom - Dark Void (360, PC, PS3) - Lost Planet 2 (360, PC, PS3) - Monster Hunter 3 (Wii) - Spyborgs (Wii) Electronic Arts - Battlefield: Bad Company 2 (360, PC, PS3) - Dante's Inferno (360, PS3, PSP) - Dragon Age: Origins (360, PC, PS3) - FIFA 10 (360, DS, PC, PS2, PS3, PSP, Wii) - Mass Effect 2 (360, PC) - Need for Speed: Shift (360, PC, PS3, PSP) - Spore Hero (Wii) - Star Wars: The Old Republic (PC) - The Sims 3: World Adventures (PC) Konami - Castlevania: Lords of Shadow (360, PS3) - Metal Gear Solid: Peace Walker (PSP) - Pro Evolution Soccer 2010 (360, DS, PC, PS2, PS3, PSP, Wii) - Silent Hill: Shattered Memories (PS2, PSP, Wii) Microsoft - Fable III (360) - Forza Motorsport 3 (360) - Kinect (360) | Namco Bandai Games - Dragon Ball: Raging Blast (360, PS3) - Katamari Forever (PS3) - Tekken 6 (360, PS3, PSP) Sony Computer Entertainment Europe - God of War III (PS3) - Gran Turismo (PSP) - Gran Turismo 5 (PS3) - Heavy Rain (PS3) - LittleBigPlanet (PSP) - Massive Action Game (PS3) - ModNation Racers (PS3) - Ratchet & Clank: A spasso nel tempo (PS3) - Uncharted 2: Among Thieves (PS3) - White Knight Chronicles (PS3) SEGA - Aliens vs. Predator (360, PC, PS3) - Napoleon: Total War (PC) Square Enix - Final Fantasy XIII (360, PS3) - Final Fantasy XIV (PC, PS3) - Kingdom Hearts 358/2 Days (DS) - Supreme Commander 2 (360, PC) Take-Two Interactive - Mafia II (360, PC, PS3) - BioShock 2 (360, PC, PS3) Ubisoft - Assassin's Creed II (360, PC, PS3) - James Cameron's Avatar: Il gioco (360, PC, PS3, PSP, Wii) - R.U.S.E. (360, PC, PS3) - Rabbids Go Home (Wii) - Red Steel 2 (Wii) - Tom Clancy's Splinter Cell: Conviction (360, PC) |

### Principali conferenze
Mercoledì, 18 agosto:
- Electronic Arts

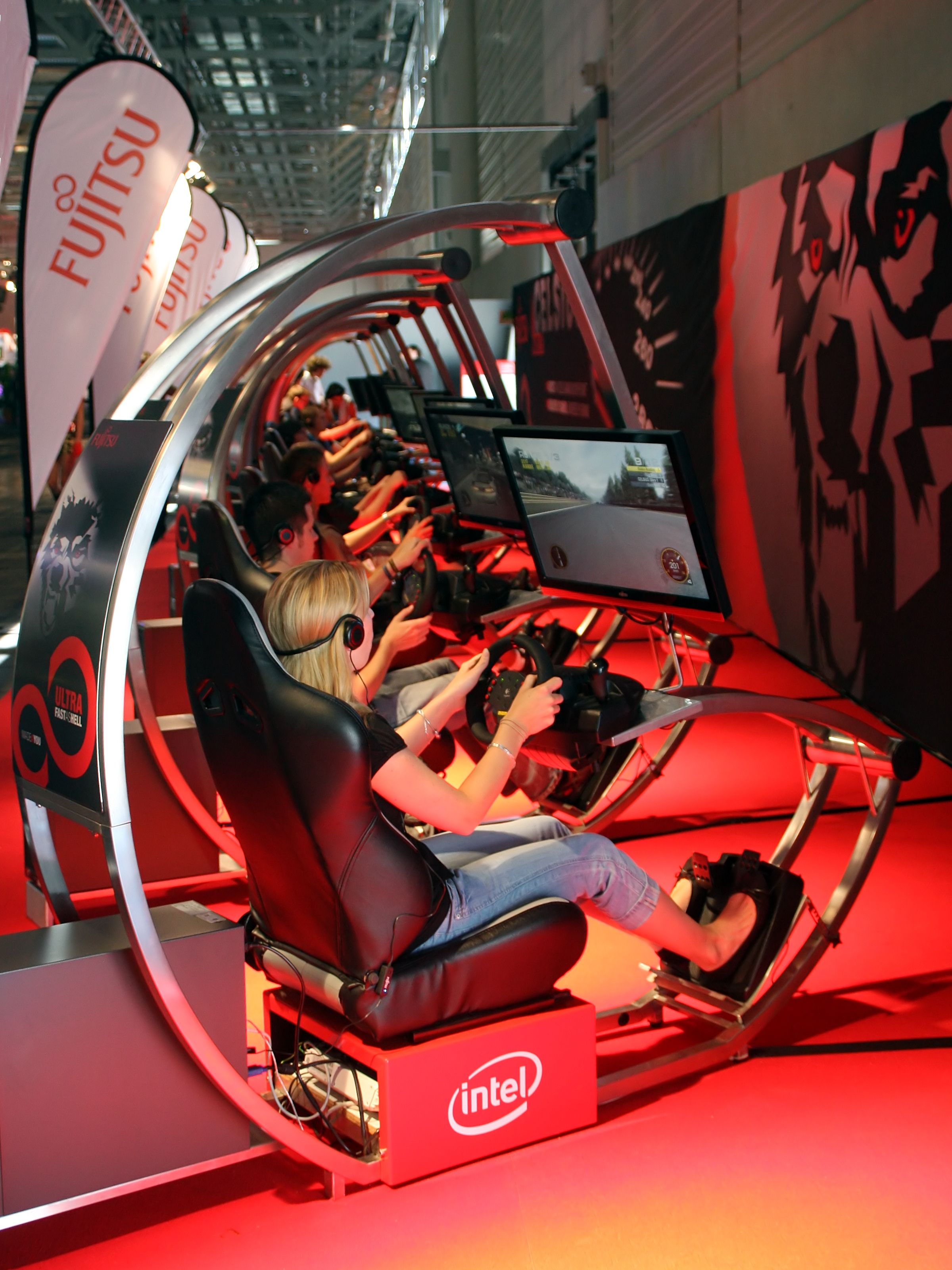
Visitatori alla Gamescom 2009

- Sony Computer Entertainment Europe

Giovedì, 19 agosto:
- Microsoft Game Studios
- Konami
- Namco Bandai Games

### Annunci principali
Sony Computer Entertainment Europe annunciò PlayStation 3 slim, una versione più piccola e leggera di PlayStation 3 e la data di release della stessa, il primo settembre 2009. Venne annunciato anche il firmware 3.0 per la stessa console, che aggiungeva nuove features al PlayStation Network. Sony annunciò che avrebbe lanciato l'European Video Store nel novembre del 2009 e dichiarò inoltre che sulla PSP sarebbero girati giochi meno pesanti (sotto i 100MB). Fu annunciata inoltre una registrazione promo per un "gioco free" "free game" su PSP Go.
Microsoft Game Studios annunciò Fable III, in uscita l'anno successivo. Dichiarò inoltre la volontà di dividere Fable II in cinque episodi, pubblicarli sull'Xbox Live Marketplace e rendere la prima parte gratuita.

### Copertura mediatica
Le conferenze non erano disponibili per un live streaming, eccetto quella di Electronic Arts che la trasmise sul proprio sito. Sony invece rese scaricabile la propria sul PlayStation Store. I principali siti dedicati ai videogiochi (anche in Italia) offrirono un coverage di tutte le conferenze.

## Gamescom 2010

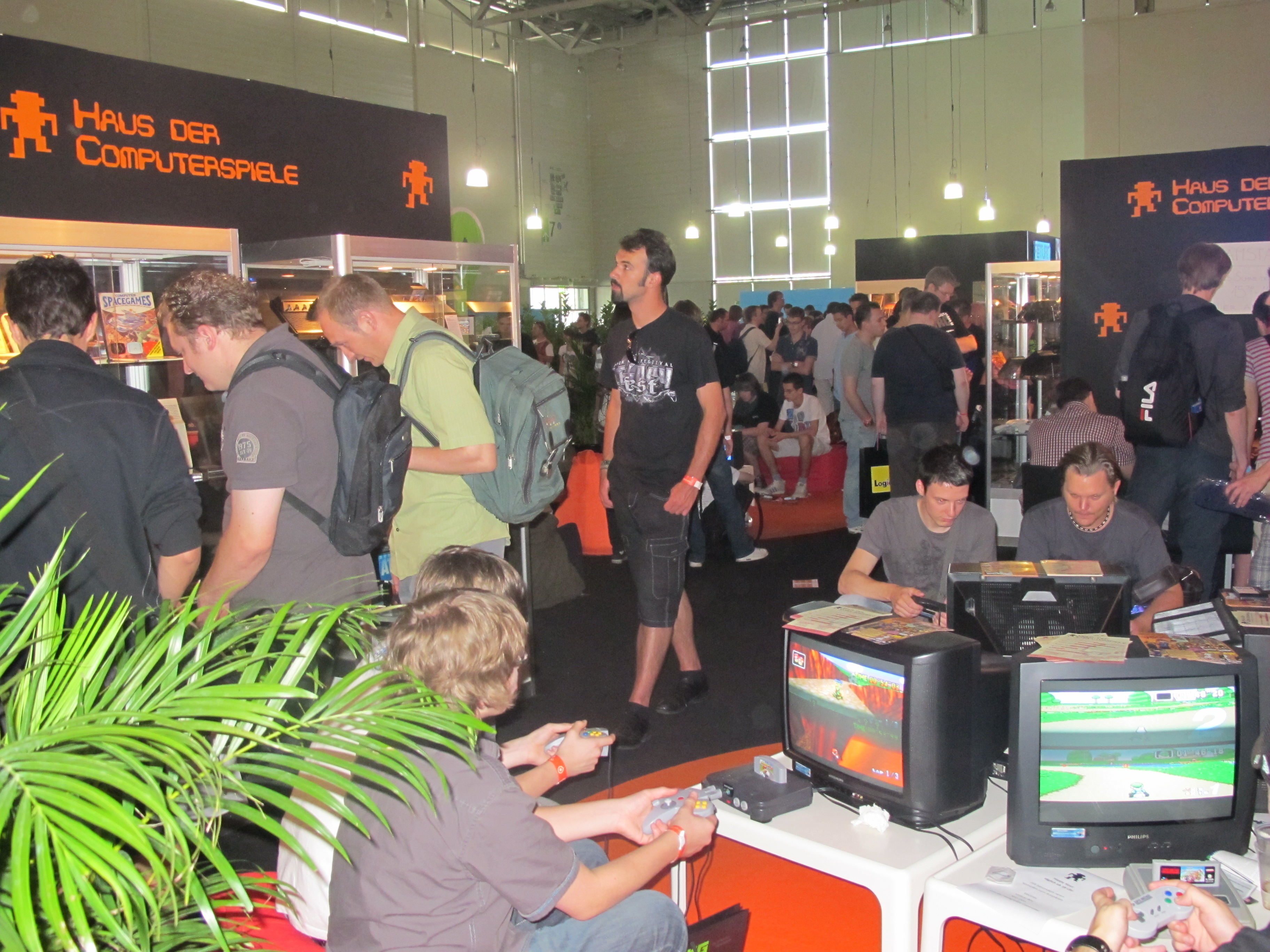
Stand alla Gamescom 2010

### Principali espositori
| Activision Blizzard - Call of Duty: Black Ops (360, PS3, Wii, PC, DS) - Diablo III (PC) - DJ Hero 2 (360, PS3, Wii) - GoldenEye 007 (Wii) - Guitar Hero: Warriors of Rock (360, PS3, Wii, DS) - Tony Hawk: Shred (360, PS3, Wii) - World of Warcraft: Cataclysm (PC) ArenaNet - Guild Wars 2 (PC) Bungie Studios - Halo: Reach (360) Capcom - Ōkamiden (DS) - Marvel vs. Capcom 3: Fate of Two Worlds (360, PS3) - Street Fighter X Tekken (360, PS3) Codemasters - F1 2010 (360, PS3, PC) Disney Interactive - Epic Mickey (Wii) Electronic Arts - Crysis 2 (360, PS3, PC) - Darkspore (PC) - Dead Space 2 (360, PS3, PC) - Dragon Age II (360, PS3, PC) - EA Sports Active 2 (360, PS3, Wii) - FIFA 11 (360, PS3, PS2, PSP, Wii, DS, PC) - Mass Effect 2 (PS3) - Medal of Honor (360, PS3, PC) - Need for Speed: Hot Pursuit (360, PS3, PC) - Star Wars: The Old Republic (PC) Konami - Metal Gear Rising: Revengeance (360, PS3) - Pro Evolution Soccer 2011 (360,PS2,PSP,Wii,DS,PC,PS3) Microsoft Game Studios - Fable III (360) - Kinect - Windows Phone 7 MTV Games - Rock Band 3 (360, PS3, Wii, DS) | Namco Bandai Games - Tekken X Street Fighter (360, PS3) - Dragon Ball: Raging Blast 2 (360, PS3) - Naruto Shippuden: Ultimate Ninja Storm 2 (360, PS3) Nintendo - Donkey Kong Country Returns (Wii) - Kirby's Epic Yarn (Wii) - The Legend of Zelda: Skyward Sword (Wii) - Metroid: Other M (Wii) RedSpotGames - Rush Rush Rally Racing (DC, WiiWare) - Wind and Water: Puzzle Battles (DC) - Solar Struggle Move support (XBLI) Sony Computer Entertainment Europe - Gran Turismo 5 (PS3) - Heavy Rain Move support (PS3) - Massive Action Game Move support (PS3) - Infamous 2 (PS3) - Killzone 3 (PS3) - LittleBigPlanet 2 (PS3) - Ratchet & Clank: All 4 One (PS3) - Resistance 3 (PS3) SEGA - Virtua Tennis 4 (PS3) Square Enix - Deus Ex: Human Revolution (360, PS3, PC) - Kingdom Hearts Birth By Sleep (PSP) - The 3rd Birthday (PSP) Take-Two Interactive - BioShock Infinite (360, PS3, PC) - Civilization V (PC) - Mafia II (360, PS3, PC) - NBA 2K11 (360, PS3, PSP, Wii, PC) Ubisoft - Assassin's Creed Brotherhood (360, PS3, PC) - Driver: San Francisco (360, PS3, PC) - Heroes of Might and Magic VI (PC) - Just Dance 2 (Wii) - Michael Jackson: The Experience (360, PS3, Wii) - Tom Clancy's Ghost Recon: Future Soldier (360, PS3, Wii, PC) Valve Corporation - Portal 2 (360, PS3, PC) Neowiz - CrossFire (PC) |

### Annunci principali
I due annunci principali furono quelli di Insomniac Games, che annunciò due sequel di due suoi famosi franchise: Ratchet & Clank: All 4 One, di cui fu mostrato il gameplay, e Resistance 3, con un teaser trailer. Questi titoli furono delle esclusive per PlayStation 3. Del primo fu pubblicata una data d'uscita (fine 2011), mentre del secondo no.

## Gamescom 2011

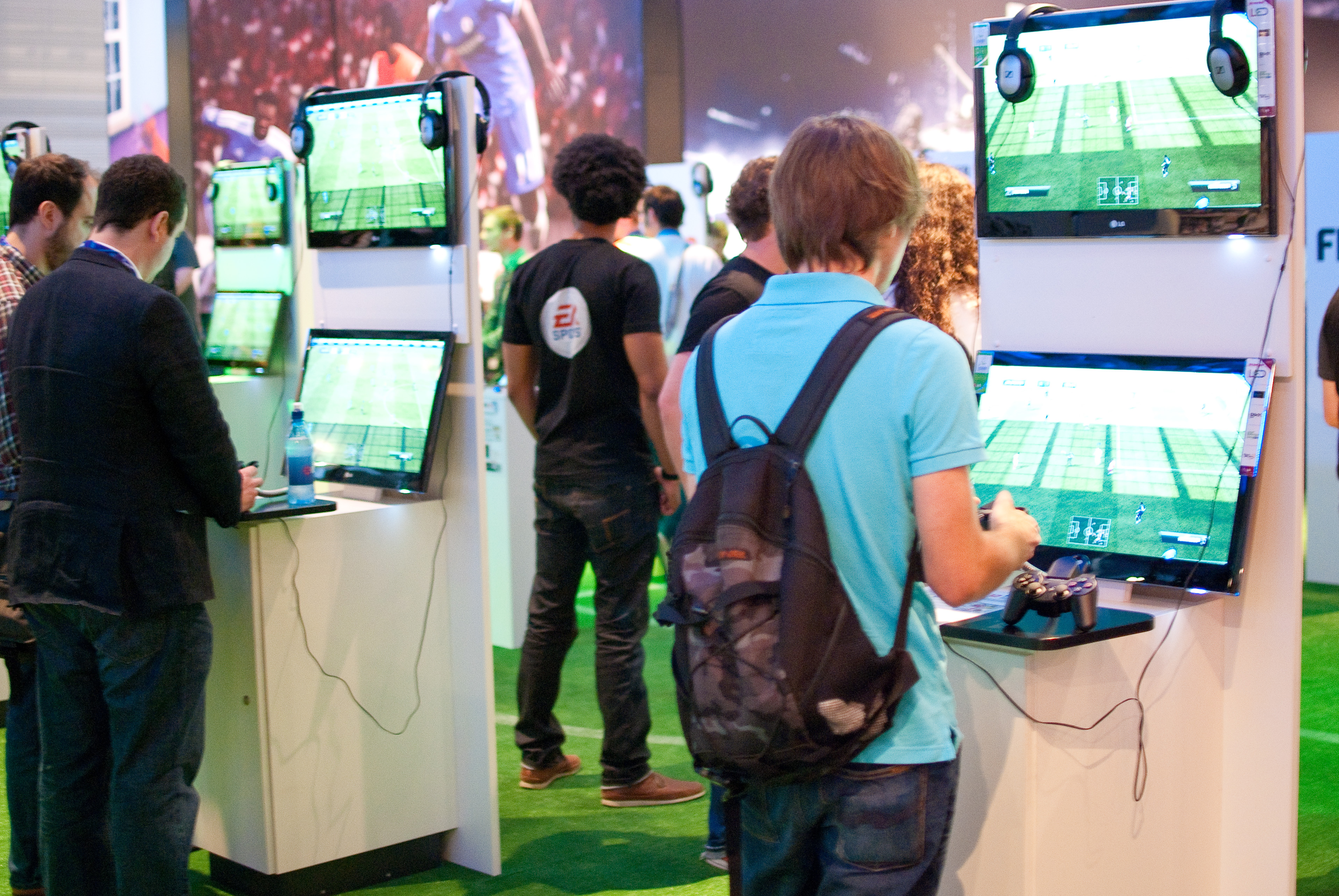
Una postazione con una demo di FIFA 12 alla Gamescom 2011

### Principali espositori
| 1C Company - Royal Quest - Red Orchestra 2: Heroes of Stalingrad - Men of War: Vietnam - Men of War: Assault Squad 2K Games - Borderlands 2 Activision Blizzard - Skylanders: Spyro's Adventure - Prototype 2 - Goldeneye 007: Reloaded - Call of Duty: Modern Warfare 3 - Call of Duty: Elite - Spider-Man: Edge of Time - X-Men Destiny - World of Warcraft: Cataclysm - Diablo III - Starcraft II: Heart of the Swarm Bethesda Softworks - Dishonored - Prey 2 - Rage - The Elder Scrolls V: Skyrim Bohemia Interactive - ArmA 3 - Take On Helicopters - Carrier Command: Gaea Mission Capcom - Devil May Cry - Dragon's Dogma - Resident Evil Revelations - Asura's Wrath - Street Fighter X Tekken - Ultimate Marvel vs. Capcom 3 Codemasters - F1 2011 CD Projekt RED - The Witcher 2: Assassins of Kings City Interactive - Sniper: Ghost Warrior 2 Deep Silver - Risen 2: Dark Waters DTP Entertainment - The Cursed Crusade - Handball Challenge Electronic Arts - FIFA 12 - SSX - Battlefield 3 - Star Wars: The Old Republic - Need for Speed: The Run - Mass Effect 3 - Kingdoms of Amalur: Reckoning - The Secret World - Need for Speed: World - Burnout Crash! - The Sims 3: Animali & Co. - FIFA Superstars - Theme Park - FIFA Manager 12 - The Sims Social | Frogster - Runes of Magic Funcom - The Secret World Gamigo - Jagged Alliance Online Hi-Rez Studios - Tribes: Ascend Kalypso Media - Airline Tycoon 2 - The Dark Eye: Demonicon - Dungeons - The Dark Lord - Patrician Online - Tropico 4 Konami - Metal Gear Solid: Snake Eater 3D - Pro Evolution Soccer 2012 - Silent Hill: Downpour Microsoft Game Studios - The Gunstringer - Dance Central 2 - Forza Motorsport 4 - Halo Anniversary - Kinect Sports: Season Two - Steel Battalion Mojang - Minecraft Namco Bandai - Ace Combat: Assault Horizon - Armored Core V - Dark Souls - Go Vacation - Inversion - Naruto Shippuden: Ultimate Ninja Storm Generations - Ridge Racer Unbounded - Soulcalibur V NCsoft - Guild Wars 2 - Wildstar Nintendo - The Legend of Zelda: Skyward Sword - The Legend of Zelda: Ocarina of Time 3D - Mario Kart 7 - Luigi's Mansion 2 - Kid Icarus: Uprising - Star Fox 64 3D - Super Mario 3D Land Nival - King's Bounty: Legions Paradox Interactive - Crusader Kings II Red 5 - Firefall Riot Games - League of Legends Rising Star Games - The King of Fighters XIII SEGA - Aliens: Colonial Marines - Mario & Sonic ai Giochi Olimpici di Londra 2012 - Sonic Generations | Sony Computer Entertainment - Uncharted 3 - Starhawk - Ratchet & Clank: All 4 One - Sly Cooper: Thieves in Time - Tekken - LittleBigPlanet PS Vita - Journey - Ruin - Little Deviants - Sound Shapes - Medieval Moves - Resistance 3 - DC Universe Online - Payday: The Heist - PlanetSide 2 - PlayStation Vita - PSP-E1000 THQ - Saints Row: The Third - Darksiders 2 - Warhammer 40.000: Space Marine - UFC Undisputed 3 - Metro: Last Light - WWE '12 Turbine - The Lord of the Rings Online: Rise of Isengard Ubisoft - Assassin's Creed: Revelations - Ghost Recon: Future Soldier - Far Cry 3 - Heroes of Might and Magic VI - Driver: San Francisco - The Adventures of Tintin - Anno 2070 - Rayman Origins - Raving Rabbids: Alive & Kicking - Just Dance 3 - Driver Renegade - Michael Jackson: The Experience (3DS) - James Noir's Hollywood Crimes (3DS) - Tom Clancy's Ghost Recon Online - TrackMania 2: Canyon - From Dust Valve Corporation - Dota 2 Wargaming.net - World of Warplanes Warner Bros. - Bastion - Batman: Arkham City - Gotham City Impostors - LEGO Harry Potter: Anni 5-7 - Lollipop Chainsaw - Sesame Street: Once Upon a Monster - Il Signore degli Anelli: La guerra del Nord |

## Gamescom 2012

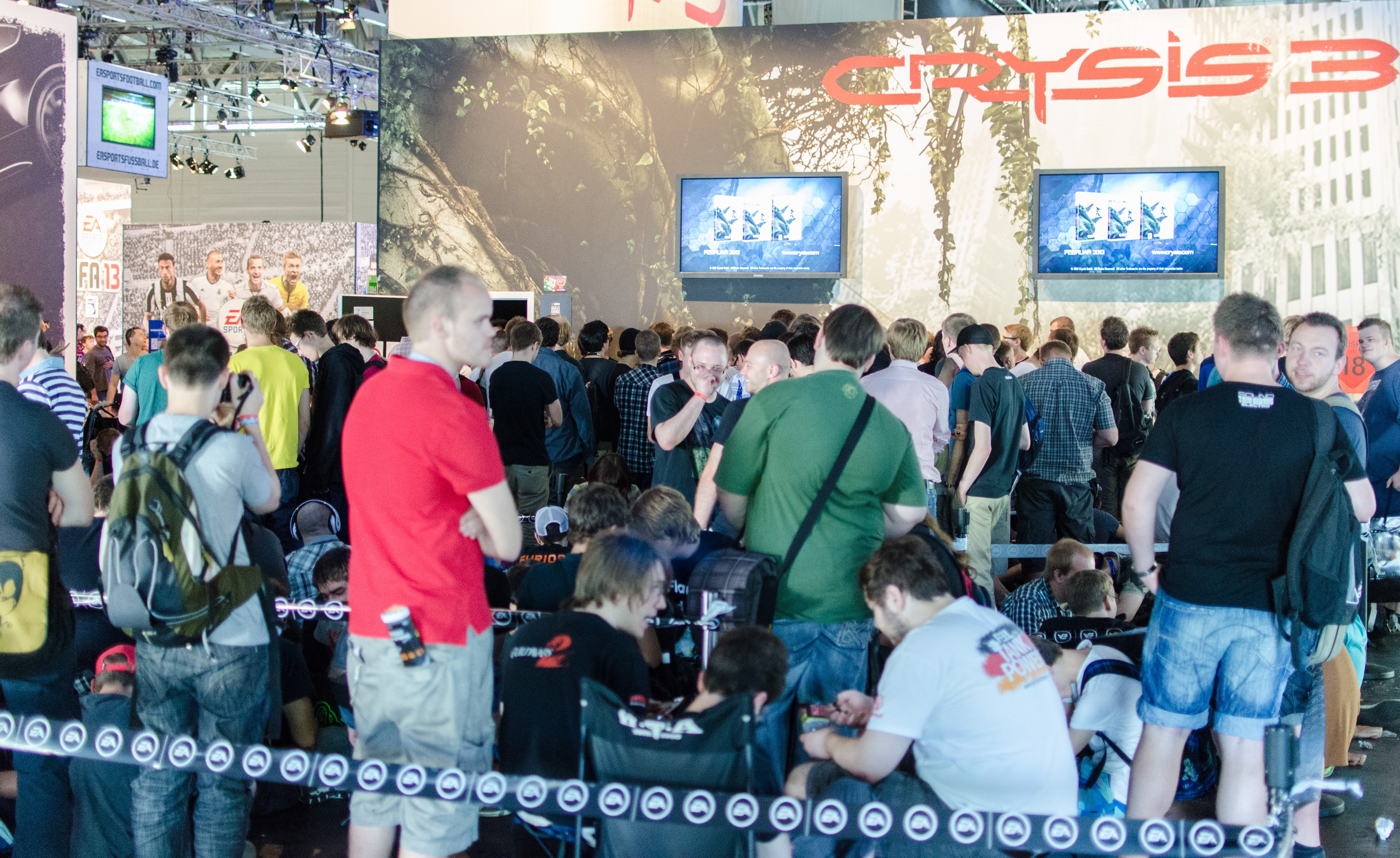
Una postazione con la demo di Crysis 3 alla Gamescom 2012

### Principali espositori
| 1C Company - Nuclear Union (PC) - Royal Quest (PC) - King's Bounty: Warriors of the North (PC) 2K Games - Borderlands 2 (360, PS3, PC) - XCOM: Enemy Unknown (360, PS3, PC) - BioShock Infinite (360, PS3, PC) - NBA 2K13 (360, PS3 PC, PSP, IOS) Activision Blizzard - Call of Duty: Black Ops II (360, PS3, PC) - Transformers: Fall of Cybertron (360, PS3, PC) - 007 Legends (360, PS3) - Deadpool (360, PS3) - StarCraft II: Heart of the Swarm (PC) - World of Warcraft: Mists of Pandaria (PC) Bethesda Softworks - Dishonored (360, PS3, PC) - Doom 3: BFG Edition (360, PS3, PC) Bohemia Interactive - ArmA 3 (PC) - Carrier Command: Gaea Mission (360, PC) - DayZ (PC) Capcom - Remember Me (360, PS3, PC) - Resident Evil 6 (360, PS3, PC) - DmC Devil May Cry (360, PS3, PC) - Lost Planet 3 (360, PS3, PC) - Street Fighter X Tekken (Vita) Codemasters - F1 2012 (360, PS3, PC) Electronic Arts - Crysis 3 (360, PS3, PC) - Army of Two: The Devil's Cartel (360, PS3) - SimCity (PC) - FIFA 13 (360, PS3, PC, Wii U, 3DS) - Medal of Honor: Warfighter (360, PS3, PC, Wii U) - Need for Speed: Most Wanted (360, PS3, PC, Wii U) - Dead Space 3 (360, PS3, PC) - Command & Conquer (PC) | Konami - Castlevania: Lords of Shadow - Mirror of Fate (3DS) - Metal Gear Rising: Revengeance (360, PS3) - Pro Evolution Soccer 2013 (360, PS3, PC, 3DS) - Silent Hill: Book of Memories (Vita) Namco Bandai - Ace Combat: Assault Horizon (360, PS3) - Dark Souls: Prepare to Die Edition (360, PS3, PC) - Naruto Shippuden: Ultimate Ninja Storm Generations (360, PS3) - One Piece: Pirate Warriors (PS3) - Ridge Racer Unbounded (360, PS3, PC) - Star Trek (360, PS3, PC) - Tekken Tag Tournament 2 (360, PS3, Wii U) NCsoft - Guild Wars 2 (PC) Nexon - Shadow Company - Navy Field 2 Paradox Interactive - A Game of Dwarves (PC) - Dungeonland (PC) - Starvoid(PC) - War of the Roses(PC) Perfect World Entertainment - Neverwinter (PC) - Torchlight II (PC) RedSpotGames - Sturmwind (DC) - Rush Rush Rally Racing (DC, Wii) - Wind and Water: Puzzle Battles (DC) - Solar Struggle (XBLI) Sony Computer Entertainment - Dust 514 (PS3, Vita) - LittleBigPlanet PS Vita (Vita) - PlayStation All-Stars Battle Royale (PS3, Vita) - Soul Sacrifice (Vita) - The Last of Us (PS3) - Wonderbook: Book of Spells (PS3) - God of War: Ascension (PS3) Square Enix - Final Fantasy VII (PC) - Final Fantasy XIV (PS3) - Hitman: Absolution (360, PS3, PC) - Quantum Conundrum (PC) - Sleeping Dogs (360, PS3, PC) - Tomb Raider (360, PS3, PC) | Ubisoft - Assassin's Creed III (360, PS3, PC, Wii U) - Assassin's Creed III: Liberation (Vita) - Far Cry 3 (360, PS3, PC) - Just Dance 4 (360, PS3, Wii U) - Rabbids Land (Wii U) - Rayman Legends (Wii U) - Rocksmith (360, PS3, PC) - ShootMania (Wii U) - Sports Connection (Wii U) - The Hip Hop Dance Experience (360) - Tom Clancy's Ghost Recon Online (PC, Wii U) - Tom Clancy's Splinter Cell: Blacklist (360, PS3, PC) - Your Shape: Fitness Evolved 2013 (Wii U) - ZombiU (Wii U) Warner Bros. Interactive Entertainment - Batman: Arkham City - Armoured Edition (360, PS3, PC) - Guardians of Middle-earth (360, PS3, Vita) - Injustice: Gods Among Us (360, PS3, Wii U) - LEGO Il Signore degli Anelli (360, PS3, PC, 3DS, Vita, Wii U) - The Lord of the Rings Online: Riders of Rohan (PC) |

## Gamescom 2013

### Principali espositori
| 1C Company - IL-2 Sturmovik: Battle of Stalingrad (PC) - Men of War: Assault Squad 2 (PC) - Nuclear Union (PC) 2K Games - NBA 2K14 (X360, PS3, PC, PS4, XBO) - The Bureau: XCOM Declassified (X360, PS3, PC) - WWE 2K14 (X360, PS3) - XCOM: Enemy Within (X360, PS3, PC) 505 Games - Payday 2 (X360, PS3, PC) - Takedown: Red Sabre (X360, PS3, PC) Activision Blizzard - Angry Birds Star Wars (3DS, X360, PS3, PSVita, Wii, WiiU) - Call of Duty: Ghosts (X360, XBO, PS3, PS4, PC, WiiU) - Destiny (X360, XBO, PS3, PS4) - Diablo III (X360, XBO, PS3, PS4, PC, MAC) - Diablo III: Reaper of Souls (PC, MAC) - Hearthstone: Heroes of Warcraft (PC, MAC) - Skylanders: Swap Force (N3DS, X360, XBO, PS3, PS4, Wii, WiiU) Abrakam - Faëria (PC) Amplitude Studios - Dungeon of the Endless (PC) - Endless Legend (PC) Bethesda Softworks - Wolfenstein: The New Order (X360, PS3, XBO, PS4, PC) - The Elder Scrolls Online (XBO, PS4, PC) - The Evil Within (X360, PS3, XBO, PS4, PC) Bohemia Interactive - ARMA 3 (PC) - DAYZ (PC) Carbine Studios - Wildstar (PC) CD Projekt RED - The Witcher 3: Wild Hunt (XBO, PS4, PC) City Interactive - Lords of the Fallen (XBO, PS4, PC) Crytek - Warface (PC) Deep Silver - Wasteland 2 (PC) - Dead Island: Epidemic (PC) - X Rebirth (PC) - Saints Row IV (PC) | Electronic Arts - Battlefield 4 (X360, XBO, PS3, PS4, PC) - Command & Conquer (PC) - Dragon Age: Inquisition (X360, XBO, PS3, PS4, PC) - FIFA 14 (X360, XBO, PS3, PS4, PC) - EA Sports UFC (XBO, PS4) - Need for Speed: Rivals (X360, XBO, PS3, PS4, PC) - Plants vs. Zombies: Garden Warfare (X360, XBO, PC) - Peggle 2 (XBO) - The Sims 4 (PC) - Titanfall (X360, XBO, PC) Focus Home Interactive - Contrast (X360, PS3, PC) - Sherlock Holmes: Crimes & Punishments (X360, PS3, PC) - Wargame: Red Dragon (PC) Gaijin Entertainment - War Thunder (PS4, PC) Haemimont Games - Victor Vran (PC) Kalypso Media - Rise of Venice (PC) - Tropico 5 (X360, PC) - The Dark Eye: Demonicon (X360, PS3, PC) KING Art - Battle Worlds: Kronos (PC) Konami - Castlevania: Lords of Shadow - Ultimate Edition (PC) - Castlevania: Lords of Shadow 2 (X360, PS3, PC) - Pro Evolution Soccer 2014 (X360, PS3, PC) Microsoft - Dead Rising 3 (XBO) - Fable Legends (XBO) - Forza Motorsport 5 (XBO) - Killer Instinct (XBO) - Kinect Sports Rivals (XBO) - Max: The Curse of Brotherhood (X360, XBO) - Project Spark (PC, XBO) - Ryse: Son of Rome (XBO) - Zoo Tycoon (X360, XBO) Mojang - Cobalt (X360, XBO, PC) - Minecraft (X360, XBO, PS3, PS4, PSVita) Namco Bandai - Dark Souls II (X360, PS3, PC) - Dragon Ball Z: Battle of Z (X360, PS3, PSVita) | Nintendo - Donkey Kong Country: Tropical Freeze (WiiU) - Mario Kart 8 (WiiU) - Pikmin 3 (WiiU) - Pokémon X e Y (3DS) - Professor Layton and the Azran Legacy (3DS) - Super Mario 3D World (WiiU) - Sonic Lost World (WiiU, 3DS) - The Legend of Zelda: A Link Between Worlds (3DS) - The Legend of Zelda: The Wind Waker HD (WiiU) - The Wonderful 101 (WiiU) - Wii Karaoke U (WiiU) - Wii Party U (WiiU) Paradox Interactive - Magicka: Wizard Wars (PC) - Europa Universalis IV (PC) - War of the Vikings (PC) Red 5 Studios - Firefall (PC) Revolution Software - Broken Sword: The Serpent's Curse (PC, PSVita) Riot Games - League of Legends (PC) Ronimo Games - Awesomenauts (PS4) Roberts Space Industries - Star Citizen (PC) SEGA - Total War: Rome II (PC) Sony Computer Entertainment - Beyond: Two Souls (PS3) - Driveclub (PS4) - Everybody's Gone to the Rapture (PS4) - Gran Turismo 6 (PS3) - Helldivers (PS3, PS4, PSVita) - Infamous: Second Son (PS4) - Killzone: Mercenary (PSVita) - Killzone: Shadow Fall (PS4) - Knack (PS4) - Murasaki Baby (PSVita) - Puppeteer (PS3) - Ratchet & Clank: Into the Nexus (PS3) - Rain (PS3) - Rime (PS4) - Resogun (PS4, PSVita) - Shadow of the Beast (PS4) - The Order: 1886 (PS4) - Tearaway (PSVita) | Square Enix - Deus Ex: Human Revolution Director's Cut (X360, PS3, PC, WiiU) - Deus Ex: The Fall (Android, iOS) - Final Fantasy XIV: A Realm Reborn (PC, PS3) - Final Fantasy XV (PS4, XBO) - Final Fantasy X/X-2 HD Remaster (PS3, PSVita) - Kingdom Hearts III (PS4, XBO) - Kingdom Hearts HD 1.5 ReMix (PS3) - Lightning Returns: Final Fantasy XIII (PS3, X360) - Murdered: Soul Suspect (PC, PS3, X360) - Thief (X360, PS3, PC, PS4, XBO) TopWare Interactive - Raven's Cry (PC, X360, PS3) - Sacrilegium (PC, X360, PS3, WiiU, MAC) - Scivelation (PC, X360, PS3) Triumph Studios - Age of Wonders III (PC) Ubisoft - Assassin's Creed IV: Black Flag (X360, PS3, PC, WiiU, PS4, XBO) - Fighter Within (XBO) - Might & Magic X: Legacy (PC) - Just Dance 2014 (X360, PS3, Wii, Wii U, PS4, XBO) - Rayman Legends (X360, PS3, PC, PSVita, WiiU) - Rocksmith 2014 (X360, PS3, PC) - South Park: The Stick of Truth (X360, PS3, PC) - Tom Clancy's Splinter Cell: Blacklist (X360, PS3, PC, WiiU) - Tom Clancy's The Division (PC, PS4, XBO) - The Crew (PC, PS4, XBO) - The Mighty Quest for Epic Loot (PC) - Watch Dogs (X360, PS3, PC, WiiU, PS4, XBO) Warner Bros. Interactive Entertainment - Batman: Arkham Origins (X360, PS3, PC, WiiU) - Dying Light (X360, PS3, PC, PS4, XBO) - Lego Marvel Super Heroes (3DS, DS, X360, PS3, PC, XBO, PS4, PSVita, WiiU) - Mad Max (X360, PS3, PC, PS4, XBO) Wargaming - World of Tanks: Xbox 360 Edition (X360) - World of Warplanes (PC) Zombie Studios - Blacklight: Retribution (PS4) |

### Eventi principali
- Il primo torneo internazionale Dota 2 International Championships nel 2011, con il più grande montepremi di sempre per quanto riguarda gli e-sports.
- Fu annunciata la World Championship Series 2013 Season 2 Global Finals, un torneo di StarCraft II con un premio di $150.000.[9]
- Durante l'evento ci furono tre tornei di League of Legends:
  - l'International Wildcard Tournament;
  - la Season 4 Spring Promotion Qualifier;
  - e gli European LCS Playoffs[10][11].

## Gamescom 2014

### Principali espositori
| 2K Games - Borderlands: The Pre-Sequel (PC, PS3, X360) - NBA 2K15 (PC, PS4, XBO) - Evolve (PC, PS4, XBO) - Sid Meier's Civilization: Beyond Earth (PC) - WWE 2K15 (PS4, XBO) Activision Blizzard - Call of Duty: Advanced Warfare (PC, PS3, PS4, X360, XBO) - Destiny (PS3, PS4, X360, XBO) - Diablo III: Reaper of Souls (PS4, XBO) - Skylanders: Trap Team (3DS, PS3, PS4, Wii, WiiU, X360, XBO) - World of Warcraft: Warlords of Draenor (PC) Atari - RollerCoaster Tycoon World (PC) Bandai Namco - Naruto Shippūden: Ultimate Ninja Storm Revolution (PC, PS3, X360) - Rise of Incarnates (PC) Bohemia Interactive - DayZ Standalone (PS4) Bethesda Softworks - The Evil Within (PC, PS3, PS4, X360, XBO) CD Projekt RED - The Witcher 3: Wild Hunt (PC, PS4, XBO) Capybara Games - Super Time Force Ultra (PC) Crytek - Arena of Fate (PC) - Ryse: Son of Rome (PC) Daedalic Entertainment - Blackguards 2 (PC) Deep Silver - Dead Island 2 (PC, PS4, XBO) - Dead Island Epidemic (PC) - Emergency 5 (PC) - Escape Dead Island (PC, PS3, X360) - Metro Redux (PC, PS4, XBO) - Risen 3: Titan Lords (PC, PS3, X360) - Sacred 3 (PC, PS3, X360) Electronic Arts - Battlefield: Hardline (PC, PS3, PS4, X360, XBO) - Dawngate (PC) - Dragon Age: Inquisition (PC, PS3, PS4, X360, XBO) - FIFA 15 (3DS, PC, PS3, PS4, PSVita, Wii, X360, XBO) - NHL 15 (PS4, XBO) - Shadow Realms (PC) - Star Wars: The Old Republic: Galactic Strongholds (PC) - The Sims 4 (PC) - Titanfall: IMC Rising (PC, XBO, X360) Focus Home Interactive - Act of Aggression (PC) Frontier Developments - Elite: Dangerous (PC) Grey Box - Grey Goo (PC) | Konami - Metal Gear Solid V: The Phantom Pain (PC, PS3, PS4, X360, XBO) - Pro Evolution Soccer 2015 (PC, PS3, PS4, WiiU, X360, XBO) - Silent Hills (PS4) Kalypso Media - Grand Ages: Medieval (PC) Microïds - Syberia 3 (iOS, Android, PC, PS4, XBO) Microsoft - Below (XBO) - Forza Horizon 2 (X360, XBO) - Forza Motorsport 5 (XBO) - Fable Legends (X360, XBO) - Halo 5: Guardians (XBO) - Halo: The Master Chief Collection (XBO) - Killer Instinct (XBO) - Nero (XBO) - Ori and the Blind Forest (PC, XBO, X360) - Quantum Break (XBO) - Screamride (XBO, X360) - Smite (XBO) - Space Engineers (XBO) - Sunset Overdrive (XBO) - Superhot (XBO) - The Escapist (XBO) Nintendo - Bayonetta (WiiU) - Bayonetta 2 (WiiU) - Captain Toad: Treasure Tracker (WiiU) - Disney Magical World (3DS) - Hyrule Warriors (WiiU) - Fantasy Life (3DS) - Mario Kart 8 (WiiU) - Mario Party 10 (WiiU) - Monster Hunter 4 Ultimate (3DS) - Splatoon (WiiU) - Super Smash Bros. for Wii U (WiiU) - Super Smash Bros. for Nintendo 3DS (3DS) - Yoshi's Woolly World (WiiU) Nordic Games - Aquanox - Deep Descent (TBA) - MX vs. ATV: Supercross (PC, PS3, X360) - SpellForce 3 (PC) - The Book of Unwritten Tales 2 (PC) - The Guild 3 (PC) - The Vanishing of Ethan Carter (PC, PS4) Paradox Interactive - Hearts of Iron IV (PC) - Magicka 2 (PC, PS4) - Pillars of Eternity (PC) - Runemaster (PC, PS4) - Hollowpoint (PC, PS4) Phoenix Online Studios - Gabriel Knight: Sins of the Fathers 20th Ann. Ed (PC) | Riot Games - League of Legends (PC) SEGA - Alien: Isolation (PC, PS3, PS4, X360, XBO) - Company of Heroes 2: Ardennes Assault (PC) - Sonic Boom: L'ascesa di Lyric (Wii U) - Sonic Boom: Frammenti di cristallo (3DS) Sierra Entertainment - Geometry Wars 3: Dimensions (PC, PS3, PS4, X360, XBO) - King's Quest (TBA) Slightly Mad Studios - Project CARS (PC, PS4, WiiU, XBO) - World of Speed (PC) Sony Computer Entertainment - Alienation (PS4) - Big Fest (PSVita) - Bloodborne (PS4) - Driveclub (PS4) - Final Horizon (PS4, PSVita) - Flame Over (PSVita) - Freedom Wars (PSVita) - Futuridium (PS4, PSVita) - Hellblade (PS4) - Helldivers (PS3, PS4, PSVita) - Hohokum (PS3, PS4, PSVita) - Hustle Kings (PS3, PSVita) - Invizimals: Das Bündnis (PSVita) - Journey (PS4) - LittleBigPlanet 3 (PS4) - Murasaki Baby (PSVita) - Pix the Cat (PS4) - Rime (PS4) - Soul Sacrifice Delta (PSVita) - Super Exploding Zoo (PS4, PSVita) - Tearaway Unfolded (PS4) - The Order: 1886 (PS4) - The Tomorrow Children (PS4) - The Unfinished Swan (PS4) - Until Dawn (PS4) - Volume (PS4, PSVita) - Wild (PS4, PSVita) Square Enix - Dragon Quest IV: Chapters of the Chosen (iOS, Android) - Dragon Quest VIII: L'odissea del re maledetto (iOS, Android) - Final Fantasy XIV: A Realm Reborn (PC, PS4) - Life is Strange (PC, PS3, PS4, X360, XBO) - Kingdom Hearts HD 2.5 Remix (PS3) - Lara Croft and the Temple of Osiris (PC, PS4, XBO) - Nosgoth (PC) - Rise of the Tomb Raider (XBO) - Theatrhythm Final Fantasy: Curtain Call (3DS) | Starbreeze Studios - The Walking Dead (TBA) Techland - Hellraid (PC, PS4, XBO) Ubisoft - Assassin's Creed Rogue (PS3, X360) - Assassin's Creed Unity (PC, PS4, XBO) - Far Cry 4 (PC, PS3, PS4, X360, XBO) - Just Dance 2015 (PS3, PS4, Wii, WiiU, X360, XBO) - Just Dance Now (iOS, Android, Windows Phone) - Might & Magic Heroes VII (PC) - Shape Up (XBO) - The Crew (PC, PS4, XBO) - Toy Soldiers: War Chest (PC, PS4, XBO) - The Settlers: Kingdom of Anteria (PC) - Tom Clancy's The Division (PC, PS4, XBO) Warner Bros. Interactive Entertainment - Batman: Arkham Knight (PC, PS4, XBO) - Dying Light (PC, PS4, XBO) - Gauntlet (PC) - Lego Batman 3: Beyond Gotham (3DS, PC, PS3, PS4, PSVita, X360, XBO) - Lego Ninjago Nindroids (3DS, PSVita) - La Terra di Mezzo: L'ombra di Mordor (PC, PS3, PS4, X360, XBO) - Mortal Kombat X (PC, PS3, PS4, X360, XBO) Wargaming - World of Tanks: Xbox 360 Edition (X360) - World of Warplanes (PC) - World of Warships (PC) |

## Gamescom 2015
La Gamescom 2015 si è tenuta dal 5 agosto al 9 agosto. 345.000 persone hanno partecipato al festival.

### Principali espositori
| 2K Games - Battleborn (PC, PS4, XBO) - Evolve (PC, PS4, XBO) - Mafia III (PC, PS4, XBO) - NBA 2K16 (PC, PS3, PS4, X360, XBO) - WWE 2K16 (PS3, PS4, X360, XBO) - XCOM 2 (PC) 505 Games - Terraria (3DS, Wii U, PC, Xbox, PS3, PS3, PS4, Android, IOS) Studio Wildcard - Ark: Survival Evolved (PC, Xbox One, PS4) Abbey Games - Renowned Explorers: International Society (PC) Activision - Call of Duty: Black Ops III (PC, PS4, XBO) - Destiny: Il Re dei Corrotti (PS3, PS4, X360, XBO) - Guitar Hero Live (PS3, PS4, Wii U, X360, XBO) - Tony Hawk's Pro Skater 5 (PS3, PS4, X360, XBO) - Transformers: Devastation (PC, PS3, PS4, X360, XBO) - Skylanders: SuperChargers (3DS, iOS, PS3, PS4, Wii, Wii U, X360, XBO) Amplitude Studios - Dungeon of the Endless (iOS, XBO) - Endless Legend: Shadows (PC) - Endless Space 2 (PC) Atari - RollerCoaster Tycoon World (PC) Bandai Namco Entertainment - Dark Souls III (PC, PS4, XBO) - Naruto Shippuden: Ultimate Ninja Storm 4 (PC, PS4, XBO) Bethesda Softworks - Doom (PC, PS4, XBO) - Fallout 4 (PC, PS4, XBO) Black Forest Games - Giana Sisters: Dream Runners (PC, PS4, Wii U, XBO) Blizzard Entertainment - Hearthstone: Heroes of Warcraft (PC) - Heroes of the Storm (PC) - Overwatch (PC) - StarCraft II: Legacy of the Void (PC) - World of Warcraft: Legion (PC) - World of Warcraft: Warlords of Draenor (PC) Bohemia Interactive - ArmA III (PC) Capcom - Mega Man Legacy Collection (3DS, PC, PS4, XBO) - Street Fighter V (PC, PS4) City Interactive - Sniper: Ghost Warrior 3 (PC, PS4, XBO) Cloud Imperium Games - Star Citizen (PC) Crytek - Arena of Fate (PC) - Warface (PC) Daedalic Entertainment - AER (PC, PS4, XBO) - Bounty Train (PC) - Caravan (PC) - Fire (iOS) - The Pillars of the Earth (iOS, PC, PS4, XBO) - Project Daedalus: The Long Journey Home (PC) - Silence: The Whispered World 2 (iOS, PC, PS4, XBO) - Skyhill (OSX, PC) - Valhalla Hills (OSX, PC) | Deep Silver - Dead Island 2 (PC, PS4, XBO) - Homefront: The Revolution (PC, PS4, XBO) - Lost Horizon 2 (PC) - Mighty No. 9 (3DS, PC, PS3, PS4, Vita, Wii U, X360, XBO) Devolver Digital - Dropsy (Android, iOS, PC) - Eitr (PC, PS4) - Enter the Gungeon (PC, PS4) - Hatoful Boyfriend: Holiday Star (PC, PS4, Vita) - Mother Russia Bleeds (PC, PS4) - The Talos Principle (Android, PC, PS4) Digital Extremes - Sword Coast Legends (OSX, PC, PS4, XBO) Electronic Arts - FIFA 16 (Android, iOS, PC, PS3, PS4, X360, XBO) - Mirror's Edge Catalyst (PC, PS4, XBO) - Need for Speed (PC, PS4, XBO) - Plants vs. Zombies: Garden Warfare 2 (PC, PS4, XBO) - The Sims 4: Usciamo insieme! (PC) - Star Wars Battlefront (PC, PS4, XBO) - Star Wars: The Old Republic – Knights of the Fallen Empire (PC) - Unravel (PC, PS4, XBO) EuroVideo Medien - Victor Vran (PC) Focus Home Interactive - Act of Aggression (PC) - Battlefleet Gothic: Armada (PC) - Blood Bowl 2 (PC, PS4, XBO) - Divinity: Original Sin Enhanced Edition (PC, PS4, XBO) - Seasons After Fall (PC) - The Surge (PC, PS4, XBO) - The Technomancer (PC, PS4, XBO) Frontier Developments - Elite: Dangerous (PC, XBO) - Elite: Horizons (PC) Grey Box - Dreadnought (PC) Headup Games - Typoman (Wii U) Hi-Rez Studios - Paladins (PC, PS4, XBO) HTC / Valve - HTC Vive Iceberg Interactive - Inside My Radio (XBO) - Into the Stars (PC) - Oriental Empires (PC) - Starpoint Gemini 2 (XBO) - Starpoint Gemini Warlords (PC) - Starship Corporation (PC) Image & Form - SteamWorld Heist (3DS, PC, PS4, Vita, Wii U, XBO) Intel - Skylake Introversion Software - Prison Architect (Android, iOS, PC) Kalypso Media - Air Conflicts: Pacific Carriers (PS4) - Crookz: The Big Heist (PC) - Crowntakers (Android, iOS) - Excubitor (PC) - Grand Ages: Medieval (PC, PS4) - Jump the Rope (Android, iOS) - Wings! Remastered (Android, iOS) KING Art - The Dwarves (PC, PS4, XBO) | Koei Tecmo - Arslan: The Warrior of Legend (PS3, PS4, XBO) - A.O.T.: Wings of Freedom (PS3, PS4, Vita) - Nobunaga's Ambition: Sphere of Influence (PC, PS3, PS4) - Samurai Warriors 4-II (PC, PS3, PS4, Vita) Konami - Metal Gear Solid V: The Phantom Pain (PC, PS3, PS4, X360, XBO) - Pro Evolution Soccer 2016 (PC, PS3, PS4, X360, XBO) Mad Catz - Rock Band 4 (PS4, XBO) Microïds - Agatha Christie: The ABC Murders (Android, iOS, PC, PS4, XBO) - Dungeon of Naheulbeuk (PC, PS4, XBO) - Moto Racer 4 (PS4, XBO) - Syberia III (iOS, Android, PC, PS4, XBO) - Yesterday Origins (PC) Microsoft Studios - Cobalt (PC, X360, XBO) - Crackdown 3 (XBO) - Cuphead (PC, XBO) - Forza Motorsport 6 (XBO) - Halo 5: Guardians (XBO) - Halo Wars 2 (PC, XBO) - Killer Instinct Season Three (PC, XBO) - Ori and the Blind Forest: Definitive Edition (PC, X360, XBO) - Quantum Break (XBO) - Scalebound (XBO) - Train Simulator 2015 (XBO) Motiga - Gigantic (PC, XBO) NeocoreGames - Warhammer 40,000: Inquisitor – Martyr (PC, PS4, XBO) Ninja Theory - Hellblade (PC, PS4) Nintendo - Chibi-Robo!: Zip Lash (3DS) - Devil's Third (PC, Wii U) - Project Zero: Maiden of Black Water (Wii U) - LBX: Little Battlers eXperience (3DS) - Mario & Luigi: Paper Jam Bros. (3DS) - Mario Kart 8 (Wii U) - Mario Tennis: Ultra Smash (Wii U) - Splatoon (Wii U) - Star Fox Zero (Wii U) - Super Mario Maker (Wii U) - Super Smash Bros. for Nintendo 3DS (3DS) - Super Smash Bros. for Wii U (Wii U) - The Legend of Zelda: Tri Force Heroes (3DS) - Xenoblade Chronicles X (Wii U) Nordic Games - The Book of Unwritten Tales 2 (PS4, XBO) - Darksiders II: Deathinitive Edition (PS4, XBO) - ELEX (PC, PS4, XBO) - The Guild 3 (PC) - Legend of Kay Anniversary (PC, PS3, PS4, Wii U, XB360) - MX vs. ATV Supercross Encore (PC, PS4, XBO) - SpellForce 3 (PC) Paradox Interactive - Cities: Skylines (PC, XBO) - Cities Skylines - After Dark (PC) - Hearts of Iron IV (PC) - Pillars of Eternity: The White March – Part I (PC) - Stellaris (PC) | SCS Software - American Truck Simulator (PC) SEGA - Total War: Arena (PC) - Total War: Warhammer (PC) Shin'en Multimedia - Fast Racing Neo (Wii U) Slightly Mad Studios - Red Bull Air Race: The Game (PC) Sony - Horizon Zero Dawn (PS4) - Project Morpheus (PS4) - Tearaway Avventure di Carta (PS4) - Uncharted 4: A Thief's End (PS4) - Uncharted: The Nathan Drake Collection (PS4) - Until Dawn (PS4) Square Enix - Deus Ex: Mankind Divided (PC, PS4, XBO) - Dragon Quest Heroes: The World Tree's Woe and the Blight Below (PS4) - Final Fantasy Type-0 HD (PC) - Final Fantasy XIV: Heavensward (PC, PS3) - Final Fantasy XV (PS4, XBO) - Final Fantasy XV Episode Duscae 2.0 (PS4, XBO) - Hitman (PC, PS4, XBO) - Just Cause 3 (PC, PS4, XBO) - Lara Croft GO (Android, iOS) - Life Is Strange (PC, PS3, PS4, X360, XBO) - Nosgoth (PC) - Rise of the Tomb Raider (PC, PS4, X360, XBO) TaleWorlds - Mount and Blade II: Bannerlord (PC) Teotl Studios - The Solus Project (PC, XBO) Ubisoft - Anno 2205 (PC) - Assassin's Creed: Syndicate (PC, PS4, XBO) - For Honor (PC, PS4, XBO) - Just Dance 2016 (PS3, PS4, Wii, Wii U, X360, XBO) - Might & Magic Heroes VII (PC) - Rabbids VR Ride - The Crew: Wild Run (PC, PS4, XBO) - Tom Clancy's The Division (PC, PS4, XBO) - Tom Clancy's Rainbow Six Siege (PC, PS4, XBO) - TrackMania Turbo (PC, PS4, XBO) Wargaming - Master of Orion: Conquer the Stars (PC) - World of Tanks (PC) - World of Tanks: Xbox One Edition (XBO) - World of Tanks Blitz (Android, iOS) - World of Warships (PC) Warhorse Studios - Kingdom Come: Deliverance (PC, PS4, XBO) Warner Bros. - Dying Light: The Following (PC, PS4, XBO) - LEGO Dimensions (PS3, PS4, Wii U, X360, XBO) - LEGO Marvel's Avengers (3DS, PC, PS3, PS4, Vita, Wii U, X360, XBO) - Mad Max (PC, PS4, XBO) Yacht Club Games - Shovel Knight: Plague of Shadows (3DS, PC, PS3, PS4, Vita, Wii U, XBO) |

## Gamescom 2016
La Gamescom 2016 si è tenuta dal 17 al 21 agosto 2016 ed hanno partecipato alla fiera 345.000 persone.

### Principali espositori
| Atari - RollerCoaster Tycoon World (PC) Bandai Namco Entertainment - Dragon Ball Xenoverse 2 (PC / PS4 / Xbox One) - Tekken 7 (PC / PS4 / Xbox One) - Little Nightmares (PC / PS4 / Xbox One) Blizzard Entertainment - Heroes of the Storm - Overwatch - World of Warcraft: Legion Focus Home Interactive - Farming Simulator 17 (PC / PS4 / Xbox One) - Seasons After Fall (PC / PS4 / Xbox One) - Shiness: The Lightning Kingdom (TBA) - Space Hulk: Deathwing (PC / PS4 / Xbox One) - The Surge (PC / PS4 / Xbox One) - Styx: Shards of Darkness (PC / PS4 / Xbox One) - Vampyr (PC / PS4 / Xbox One) | Frontier Developments - Elite: Dangerous (PC / OS X / Xbox One) - Planet Coaster (PC) Green Man Gaming - Of Kings And Men (PC) - Lifeless (PC) - The Black Death (PC) - The Bunker (PC) Konami - Metal Gear Survive (2017) - Pro Evolution Soccer 2017 (PC / PS4 / Xbox One / PS3 / Xbox 360) Microsoft Studios - Cuphead (PC / Xbox One) - Everspace (PC / Xbox One) - Gears of War 4 (PC / Xbox One) - Halo Wars 2 (PC / Xbox One) - ReCore (PC / Xbox One) - Sea of Thieves (PC / Xbox One) - We Happy Few (PC / Xbox One) | Nintendo - Axiom Verge (3DS / Switch / Wii U) - Azure Striker Gunvolt 2 (3DS) - Dragon Quest VII: Frammenti di un mondo dimenticato (3DS) - Fast Racing Neo (Wii U) - Jotun: Valhalla Edition (Wii U) - Mario Party: Star Rush (3DS) - Monster Hunter Generations (3DS) - Phoenix Wright: Ace Attorney - Spirit of Justice (3DS / Android / iOS) - Pirate Pop Plus (3DS) - Rhythm Paradise Megamix (3DS) - Runbow Pocket (3DS) - Severed (3DS / Switch / Wii U) - Sonic Boom: Fire & Ice (3DS) - SteamWorld Heist (3DS / Wii U) - Super Meat Boy (Switch / Wii U) - World to the West (Wii U) Warner Bros. Interactive Entertainment - Batman Arkham VR (PSVR) - Injustice 2 (PS4 / Xbox One) |

## Gamescom 2017
La Gamescom 2017 si è tenuta dal 22 al 27 agosto 2017. È stato il Cancelliere federale della Germania Angela Merkel ad aprire l'evento, segnando la prima occasione nella storia in cui un'edizione del Gamescom è stata aperta da un Cancelliere in carica.

### Principali espositori
| Activision - Call of Duty: WWII (PC / PS4 / Xbox One) - Destiny 2 (PC / PS4 / Xbox One) Bandai Namco Entertainment - Ace Combat 7: Skies Unknown (PC / PS4 / Xbox One) - Dragon Ball FighterZ (PC/ PS4 / Xbox One) - Little Nightmares (PC / PS4 / Xbox One) - Ni no Kuni II: Revenant Kingdom (PC / PS4) - Naruto to Boruto: Shinobi Striker (PC / PS4 / Xbox One) - Naruto x Boruto: Ninja Voltage (Android / iOS) - Project CARS 2 (PC / PS4 / Xbox One) Bethesda Softworks - The Evil Within 2 (PC / PS4 / Xbox One) - Wolfenstein II: The New Colossus (Nintendo Switch / PC / PS4 / Xbox One) Capcom - Monster Hunter: World (PC / PS4 / Xbox One) CD Projekt - Gwent: Thronebreaker (PC / PS4 / Xbox One) Colossal Order - Cities: Skylines (PC / PS4 / Xbox One) Devolver Digital - Ruiner (PC / PS4 / Xbox One) | Electronic Arts - Battlefield 1 (PC / PS4 / Xbox One) - Fe (Nintendo Switch / PC / PS4 / Xbox One) - FIFA 18 (Nintendo Switch / PC / PS3 / PS4 / Xbox 360 / Xbox One) - Need for Speed Payback (PC / PS4 / Xbox One) - Star Wars Battlefront II (PC / PS4 / Xbox One) - The Sims 4 (PC / PS4 / Xbox One) Frontier Developments - Jurassic World Evolution (PC / PS4 / Xbox One) Kalypso Media - Tropico 6 (PC / PS4 / Xbox One) Konami - Metal Gear Survive (PC / PS4 / Xbox One) - Pro Evolution Soccer 2018 (PC / PS3 / PS4 / Xbox 360 / Xbox One) Microsoft Studios - Age of Empires IV (PC) - PlayerUnknown's Battlegrounds (PC / Xbox One) - Sea of Thieves (PC / Xbox One) Nintendo - Fire Emblem Warriors (New Nintendo 3DS / Nintendo Switch) - Metroid: Samus Returns (Nintendo 3DS) - Super Mario Odyssey (Nintendo Switch) - Xenoblade Chronicles 2 (Nintendo Switch) | SEGA - Sonic Forces (Nintendo Switch / PC / PS4 / Xbox One) Sony - Detroit: Become Human (PS4) - Gran Turismo Sport (PS4) - Shenmue III (PC / PS4) - Uncharted: L'eredità perduta (PS4) Square Enix - Fear Effect Reinvented (Nintendo Switch / PC / PS4 / Xbox One) - Final Fantasy XV (PC) - Life Is Strange: Before the Storm (PC / PS4 / Xbox One) THQ Nordic - Biomutant (PC / PS4 / Xbox One) Ubisoft - Anno 1800 (PC) - Assassin's Creed Origins (PC / PS4 / Xbox One) - Far Cry 5 (PC / PS4 / Xbox One) - Just Dance 2018 (Nintendo Switch / PC / PS3 / PS4 / Xbox 360 / Xbox One / Wii U) - Mario + Rabbids Kingdom Battle (Nintendo Switch) - South Park: Scontri Di-retti (PC / PS4 / Xbox One) - The Crew 2 (PC / PS4 / Xbox One) Warner Bros. Interactive Entertainment - La Terra di Mezzo: L'ombra della guerra (Android / iOS / PC / PS4 / Xbox One) |

## Gamescom 2018
La Gamescom 2018 si è tenuta dal 21 al 25 agosto 2018 ed hanno partecipato alla fiera 370.000 visitatori.

### Principali espositori
| 505 Games - Assetto Corsa Competizione (PC) - Control (PC / PS4 / Xbox One) - Underworld Ascendant (PS4 / Switch / Xbox One) Activision - Call of Duty: Black Ops 4 (PC / PS4 / Xbox One) - Destiny 2: I Rinnegati (DLC) (PC / PS4 / Xbox One) - Sekiro: Shadows Die Twice (PC / PS4 / Xbox One) - Spyro Reignited Trilogy (PS4 / Xbox One) Atlus - Persona 3: Dancing in Moonlight (PS4 / Vita) - Persona 5: Dancing in Starlight (PS4 / Vita) Bandai Namco Entertainment - 11-11: Memories Retold (PC / PS4 / Xbox One) - Ace Combat 7: Skies Unknown (PC / PS4 / Xbox One) - Bless Unleashed (Xbox One) - Code Vein (PC / PS4 / Xbox One) - The Dark Pictures Anthology: Man of Medan (PC / PS4 / Xbox One) - Dark Souls Remastered (Switch) - Dark Souls Trilogy (PS4 / Xbox One) - Dragon Ball FighterZ (Switch) - Jump Force (PC / PS4 / Xbox One) - My Hero: One's Justice (PC / PS4 / Switch / Xbox One) - One Piece: World Seeker (PC / PS4 / Xbox One) - Soulcalibur VI (PC / PS4 / Xbox One) - Twin Mirror (PC / PS4 / Xbox One) Bethesda - The Elder Scrolls: Blades (Android / iOS / PC) - The Elder Scrolls Online: Summerset (PC / PS4 / Xbox One) - Fallout 76 (PC / PS4 / Xbox One) - Rage 2 (PC / PS4 / Xbox One) - Wolfenstein: Cyberpilot (PC / PS4) Bigben Interactive - The Sinking City (PC / PS4 / Xbox One) Blizzard - Diablo III: Eternal Collection (Switch) - Hearthstone (Android / iOS / PC) - Heroes of the Storm (PC) - Overwatch (PC / PS4) - StarCraft II (PC) - World of Warcraft: Battle for Azeroth (PC) Capcom - Devil May Cry 5 (PC / PS4 / Xbox One) - Resident Evil 2 (PC / PS4 / Xbox One) CD Projekt - Cyberpunk 2077 (PC / PS4 / Xbox One) Crytek - Hunt: Showdown (PC / PS4 / Xbox One) Daedalic Entertainment - Edna & Harvey: The Breakout – 10th Anniversary (PC) - State of Mind (PC) - Witch It (PC) Deep Silver - Metro Exodus (PC / PS4 / Xbox One) - Saints Row: The Third (Switch) - Shenmue III (PC / PS4) Electronic Arts - Anthem (PC / PS4 / Xbox One) - Battlefield V (PC / PS4 / Xbox One) - FIFA 19 (PC / PS3 / PS4 / Switch / Xbox 360 / Xbox One) Epic Games - Fortnite (PC / PS4 / Xbox One / Switch) Focus Home Interactive - Battlefleet Gothic: Armada 2 (PC) - Call of Cthulhu: The Official Video Game (PC / PS4 / Xbox One) - Farming Simulator 19 (PC / PS4 / Xbox One) - Fear the Wolves (PC / PS4 / Xbox One) - Insurgency: Sandstorm (PC / PS4 / Xbox One) - A Plague Tale: Innocence (PC / PS4 / Xbox One) - Space Hulk: Tactics (PC / PS4 / Xbox One) - The Surge 2 (PC / PS4 / Xbox One) Funcom - Mutant Year Zero: Road to Eden (PC / PS4 / Xbox One) Housemarque - Stormdivers (PC) Konami - Hyper Sports R (Switch) - Pro Evolution Soccer 2019 (PC / PS4 / Xbox One) - Yu-Gi-Oh! Duel Links (iOS / Android) - Zone of the Enders: The 2nd Runner MARS (PC / PS4) | Microïds - Blacksad: Under the Skin (PC / PS4 / Switch / Xbox One) Microsoft - Forza Horizon 4 (PC / Xbox One) - Sea of Thieves (PC / Xbox One) - State of Decay 2 (PC / Xbox One) - Ori and the Will of the Wisps (PC / Xbox One) Modus Games - Ary and the Secret of Seasons (PC / PS4 / Switch / Xbox One) Nintendo - Daemon X Machina (Switch) - Luigi's Mansion (3DS) - Mario Tennis Aces (Switch) - Pokémon Let's Go Evoli (Switch) - Super Mario Party (Switch) - Super Smash Bros. Ultimate (Switch) - Xenoblade Chronicles 2: Torna – The Golden Country (Switch) Perfect World Entertainment - Torchlight Frontiers (PC / PS4 / Xbox One) Playdius - AWAY: Journey to the Unexpected (PC / PS4 / Switch / Xbox One) - Chroniric (iOS / Android) - The Dungeon of Naheulbeuk: The Amulet of Chaos (PC / PS4 / Xbox One) - Edge of Eternity (PC / PS4 / Xbox One) - Hover (PC / PS4 / Switch / Xbox One) - Old School Musical (Switch / PC) - Spitkiss (iOS / Android) - STAY (iOS / Android) Saber Interactive - MudRunner 2 (PC / PS4 / Xbox One) - World War Z (PC / PS4 / Xbox One) SEGA - Fist of the North Star: Lost Paradise (PS4) - Football Manager 2019 (PC) - Team Sonic Racing (PC / PS4 / Switch / Xbox One) - Total War: Three Kingdoms (PC) - Valkyria Chronicles 4 (PC / PS4 / Switch / Xbox One) Soedesco - 8-Bit Armies (PC / PS4 / Switch / Xbox One) - Air Missions: HIND (PS4) - Monstrum(PS4 / Xbox One) - Omen of Sorrow (PS4) - Truck Driver (PC / PS4 / Xbox One) - Unannounced title (Switch) - Unannounced title (Switch) - Unannounced title (Switch) Sony - Spider-Man (PS4) Square Enix - Dragon Quest XI: Echoes of an Elusive Age (PC / PS4) - Final Fantasy XIV (PC / PS4) - Just Cause 4 (PC / PS4 / Xbox One) - Kingdom Hearts III (PS4 / Xbox One) - Life Is Strange 2 (PC / PS4 / Xbox One) - Shadow of the Tomb Raider (PC / PS4 / Xbox One) THQ Nordic - Biomutant (PC / PS4 / Xbox One) - Darksiders III (PC / PS4 / Xbox One) - Desperados III (PC / PS4 / Xbox One) - Disneyland Adventures (PC) - Fade to Silence (PC / PS4 / Xbox One) - Generation Zero (PC / PS4 / Xbox One) - ReCore: Definitive Edition (PC) - Rush: A Disney-Pixar Adventure (PC) - Scarf (PC) - Super Lucky's Tale (PC) - Townsmen VR (HTC Vive / Oculus Rift / PC / Steam VR) - Wreckfest (PC / PS4 / Xbox One) - Zoo Tycoon: Ultimate Animal Collection (PC) Ubisoft - Anno 1800 (PC) - Assassin's Creed Odyssey (PC / PS4 / Xbox One) - Brawlhalla (Switch / Xbox One) - For Honor: Marching Fire (PC / PS4 / Xbox One) - The Settlers (PC) - The Settlers History Collection (PC) - Starlink: Battle for Atlas (PS4 / Switch / Xbox One) - Tom Clancy's The Division 2 (PC / PS4 / Xbox One) - Transference (PC / PS4 / Xbox One) - Trials Rising (PC / PS4 / Switch / Xbox One) |

## Game Developers Conference Europe
La Game Developers Conference Europe (GDC Europe), è una sorta di spin-off della Game Developers Conference. Si tiene ogni anno in concomitanza con la Gamescom e si svolge al Cologne Congress Centre East.